# 성스러운 소녀
성스러운 소녀(Loveless)는 한국에서 제작된 김희정 감독의 2007년 영화이다. 황혜정 등이 주연으로 출연하였다.

## 출연

### 주연
- 황혜정
- 연민혁
- 곽만용